# Leçons de cuisine : Qu'allons-nous manger aujourd'hui ?
Leçons de cuisine : Qu'allons-nous manger aujourd'hui ? (世界のごはん しゃべる！DSお料理ナビ, Sekai no Gohan: Shaberu! DS Oryōri Navi) est un jeu vidéo de cuisine développé par indieszero et édité par Nintendo, sorti en 2008 sur Nintendo DS.

## Accueil

### Critique
- Jeuxvideo.com : 17/20[1]

### Ventes
Le jeu s'est venu à 600 000 exemplaires lors de ses deux premiers jours d'exploitation en Amérique du Nord et en Europe.